# Alpinanoplophilus longicercus
Alpinanoplophilus longicercus is een rechtvleugelig insect uit de familie grottensprinkhanen (Rhaphidophoridae). De wetenschappelijke naam van deze soort werd voor het eerst geldig gepubliceerd in 1931 door Heinrich Hugo Karny.